# (74473) 1999 CY55
(74473) 1999 CY55 – planetoida z pasa głównego asteroid okrążająca Słońce w ciągu 4,82 lat w średniej odległości 2,85 j.a. Odkryta 10 lutego 1999 roku.